# Qaraməmmədli (Gədəbəy)
Qaraməmmədli è un comune dell'Azerbaigian situato nel distretto di Gədəbəy. Conta una popolazione di 1 491 abitanti.